# Condado de Lawrence (Indiana)
O Condado de Lawrence é um dos 92 condados do estado americano de Indiana. A sede do condado é Bedford, e sua maior cidade é Bedford. O condado possui uma área de 1 171 km² (dos quais 8 km² estão cobertos por água), uma população de 45 922 habitantes, e uma densidade populacional de 40 hab/km² (segundo o censo nacional de 2000). O condado foi fundado em 1818.